# Colinas Esporte Clube
El Colinas Esporte Clube es un equipo de fútbol de Brasil que juega en el Campeonato Tocantinense de Segunda División, la segunda categoría del estado de Tocantins. En 2006 participa por primera vez en la Copa de Brasil, el torneo de copa nacional y se ubica entre los primeros 350 equipos de la clasificación nacional.

## Historia
Fue fundado el 8 de marzo de 2001 en el municipio de Colinas do Tocantins, del estado de Tocantins teniendo su debut en el Campeonato Tocantinense en ese mismo año donde termina en sexto lugar.
En 2005 es campeón estatal por primera vez, y con ello logra la clasificación a la Copa de Brasil de 2006, su primera participación en un torneo a escala nacional.
En 2006 en la Copa de Brasil es eliminado en la primera ronda 0-2 por el Paysandu Sport Club del estado de Pará, y en el Campeonato Tocantinense no pudo defender el título y fue eliminado en semifinales.
El club no participa en las siguientes dos temporadas y regresa en la segunda división estatal en 2009, liga en la que termina en segundo lugar en 2011 y regresa al Campeonato Tocantinense.

## Palmarés
- Campeonato Tocantinense (1): 2005